# Дом 4х4
Дом 4х4 (яп. よんめーとるかけるよんめーとるのいえ Ёнмэ тору какэ Ёнмэ Тору но иэ) — жилое здание архитектора Тадао Андо, расположенное в Таруми-ку, город Кобе, префектура Хиого. Строение состояло из двух зданий. Здание Дома-I было завершено в 2003 году, а здание Дома-II — в 2005 году. Разработано дизайнерским бюро Тадао Андо, построено Накатой Комутен.

## История
Проект дома 4×4 метра был разработан после сильного землетрясения Хансин-Авадзи 1995 года. В ноябре 2000 года вышел в свет специальный номер журнала Brutus под названием «Обещанная архитектура», где известные архитекторы представляли планы строительства частных домов. Помимо Тадао Андо, в этом проекте также участвовали архитекторы Кунихико Хаякава и Кадзуо Киши. Тадао Анда выбрал место на берегу моря. Участок состоял из узких и хаотичных полосок земли. К тому времени Тадао Андо уже имел опыт подобного строительства. Был известен построенный им Храм на воде, находящийся на соседнем острове Хоккайдо (в 4 километрах), который являлся эпицентром землетрясения 1995 года. В рамках этого проекта в 2002 году началось строительство Дома-I, которое завершилось в 2003 году. Отчёт обо всех архитектурных постройках был передан журналу Brutus и опубликован в 2003 году в номере журнала под названием «Архитектура, обещанная 10 известными архитекторами!». Симметричный Дом-II размером 4×4 метра не являлся конкурсным проектом, а был разработан по индивидуальному заказу. Дом-II также размером 4×4 метра был демонтирован в 2014 году, ровно через девять лет после завершения его строительства.

## Обзор
Название «Дом 4×4» происходит от того факта, что студия на верхнем этаже унифицирована до 4 метра по длине, ширине и высоте. Она построена вдоль береговой линии Тарумидзу-ку, город Кобе, префектура Хёго, с видом на мост Акаси Кайкё. Из двух зданий, одно с западной стороны — это Дом-I размером 4×4 метра, а другое с восточной стороны — это Дом II размером 4×4 метра.
Окно одной комнаты выходит на мост Акаси Кайкё, за которым виден остров Авадзи. Точный адрес этого строения официально не разглашается, учитывая, что это жилые дома, в которых проживают обычные жители. Также по той же причине невозможны общие экскурсии по этим зданиям.
Дом-I размером 4×4 метра имеет площадь 65,42 м², а площадь участка застройки 22,56 м². Он построен на квадрате длиной и шириной 4,75 м. Студия на верхнем этаже находится немного к востоку от нижних этажей и, как упоминалось выше, имеет размер 4 м³. Строение представляет собой ЖБИ, состоящее из одного цокольного этажа и четырех надземных этажей.
Постройка Дома-II 4×4 была завершена в 2005 году рядом с восточной частью Дома-I 4×4. По дизайну он похож на Дом-I, за исключением того, что это деревянное здание, имеет три этажа над землёй, а внешняя стена окрашена в чёрный цвет. Студия на верхнем этаже немного смещена к западу от нижних этажей, что делает два здания симметричными по средней линии.